# Jean-Baptiste Quentin
Jean-Baptiste Quentin, le jeune  (* vor 1690 in Paris; † um 1742 ebenda) war ein französischer Komponist des Barock.

## Leben
Jean-Baptiste Quentin genoss ab 1718 als Violinist der Académie Royale de Musique, der späteren Pariser Oper, hohes Ansehen. Ab 1738 spielte er im grand Chœur die quinte de violon. Mehrere Zeitgenossen haben ihn lobend erwähnt, darunter der Mercure de France oder auch Friedrich Wilhelm Marpurg.
Sein kompositorisches Schaffen ist recht umfangreich und umfasst hauptsächlich Kammermusik für Violine und Generalbass, darunter Triosonaten wie auch Quartettsonaten, von denen sich die späteren Werke für Orchesterbesetzung eignen. Einige seiner Solosonaten verlangen eine für die damalige Zeit anspruchsvolle Doppel- und Dreifachgriff-Technik, in den entsprechenden Drucken gibt er dazu Angaben zur Bogenführung und zur Dynamik. Bertin Quentin l'ainé († 1767), war der ältere Bruder, ebenfalls Violinist im Orchester der Pariser Oper und Mitglied der Vingt-quatre Violons du Roy.

## Werke (Auswahl)
- Opp. 1–3,  3 Sammlungen mit je 10 Sonaten für Violine und B.c. (Paris, 1724–1728)
- Opp. 4–7, Triosonaten für 2 Violinen oder Flöten und B.c. (Paris, 1729)
- Opp. 8–12, „Sonates en quatre parties“ (Paris, nach 1729)
- Op. 14, 6 Sonaten für Violine und B.c. (Paris, nach 1729)
- Op. 17, „Sonates et Simphonies en trio et à 4 parties“ auch der damaligen Mode entsprechend als Orchestertrio- oder quartett angelegt (Paris, um 1740)